# Artpunk
Artpunk is een vorm van experimentele punkmuziek waarbij kunstzinnige of avant-gardistische opvattingen het doel van de muziek vormen. Het genre is gelieerd aan de new wave, no wave,
postpunk en het Nederlandse ultra. Bekende bands die deze muziekstijl beoefenen zijn Sonic Youth en Half Japanese.

## Bands en artiesten
| - Deerhoof - Devo - The Fall - Flipper - Gang of Four - Half Japanese - Les Savy Fav - Lightning Bolt - Lydia Lunch - Melt-Banana - Mission of Burma - Neptune - Ought | - Pere Ubu - Public Image Ltd. - The Slits - Patti Smith - Sonic Youth - Swans - Talking Heads - Teenage Jesus and the Jerks - Television - Wire - Wipers - Yeah Yeah Yeahs | - Einstürzende Neubauten - Fugazi |

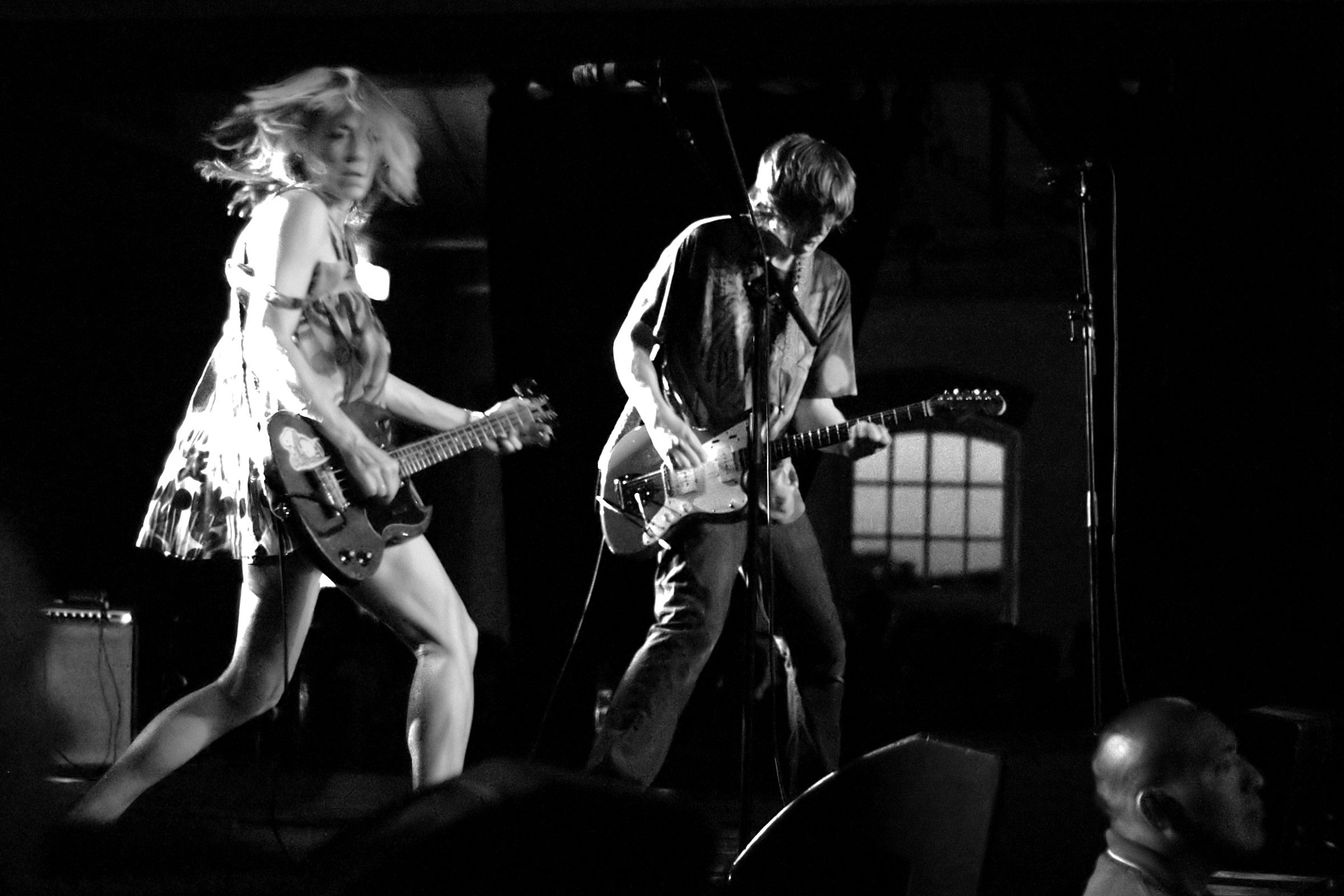
Sonic Youth
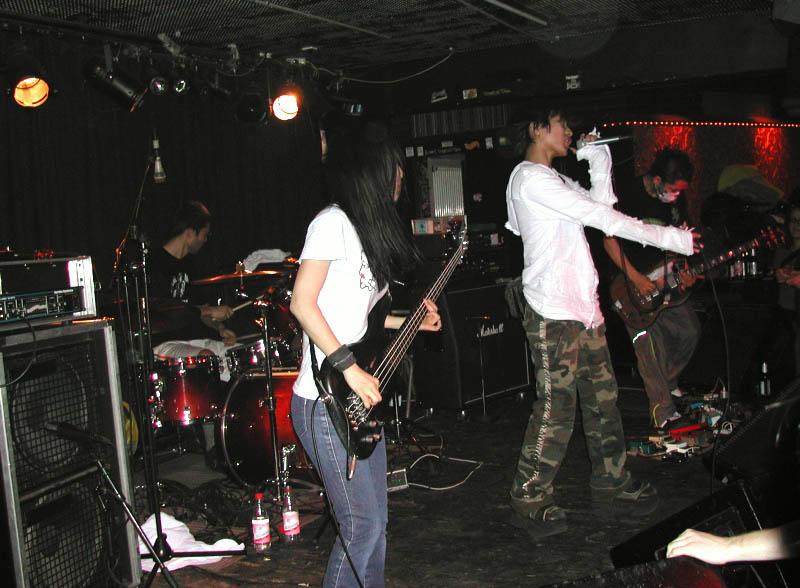
Melt-Banana
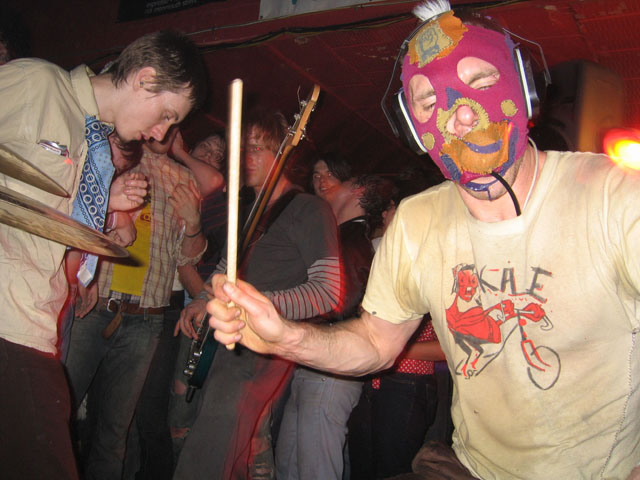
Lightning Bolt
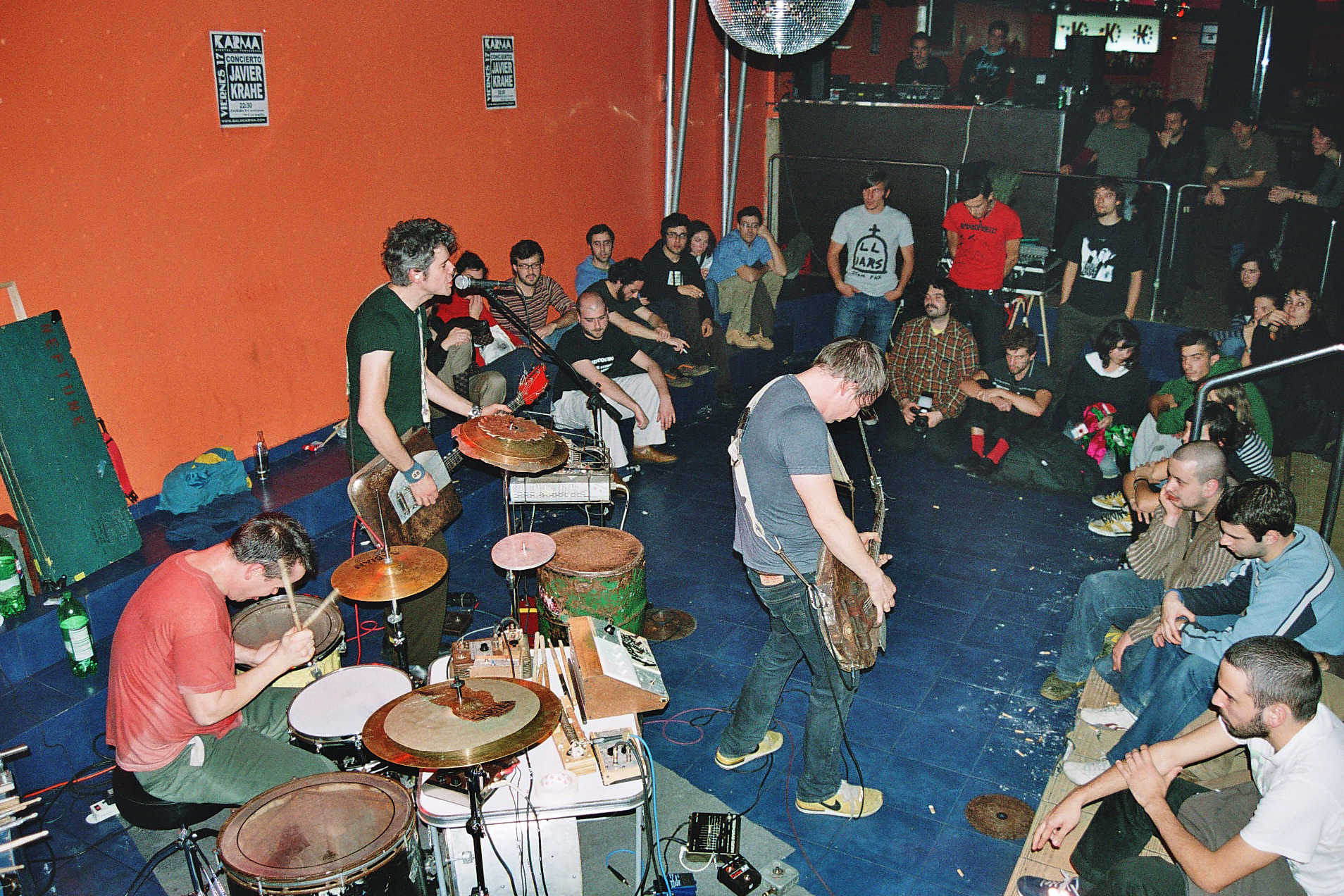
Neptune